# Fréland
Fréland  es una localidad y comuna francesa, situada en el departamento de Alto Rin, en la región  de Alsacia. 

## Demografía
| 978 | 1040 | 1033 | 1100 | 1134 | 1292 |
| Para los censos de 1962 a 1999 la población legal corresponde a la población sin duplicidades (Fuente: INSEE [Consultar]) |      |      |      |      |      |

## Patrimonio artístico y cultural
- Museo Casa del ‘’pays Welche’’, edificio renovado de 1687